# Municipio de Blendon (Dakota del Sur)
El municipio de Blendon (en inglés: Blendon Township) es un municipio ubicado en el condado de Davison en el estado estadounidense de Dakota del Sur. En el año 2010 tenía una población de 92 habitantes y una densidad poblacional de 0,95 personas por km².

## Geografía
El municipio de Blendon se encuentra ubicado en las coordenadas 43°48′22″N 98°15′56″O / 43.80611, -98.26556. Según la Oficina del Censo de los Estados Unidos, el municipio tiene una superficie total de 96.57 km², de la cual 96,57 km² corresponden a tierra firme y (0 %) 0 km² es agua.

## Demografía
Según el censo de 2010, había 92 personas residiendo en el municipio de Blendon. La densidad de población era de 0,95 hab./km². De los 92 habitantes, el municipio de Blendon estaba compuesto por el 100 % blancos. Del total de la población el 0 % eran hispanos o latinos de cualquier raza.